# Édouard Descamps

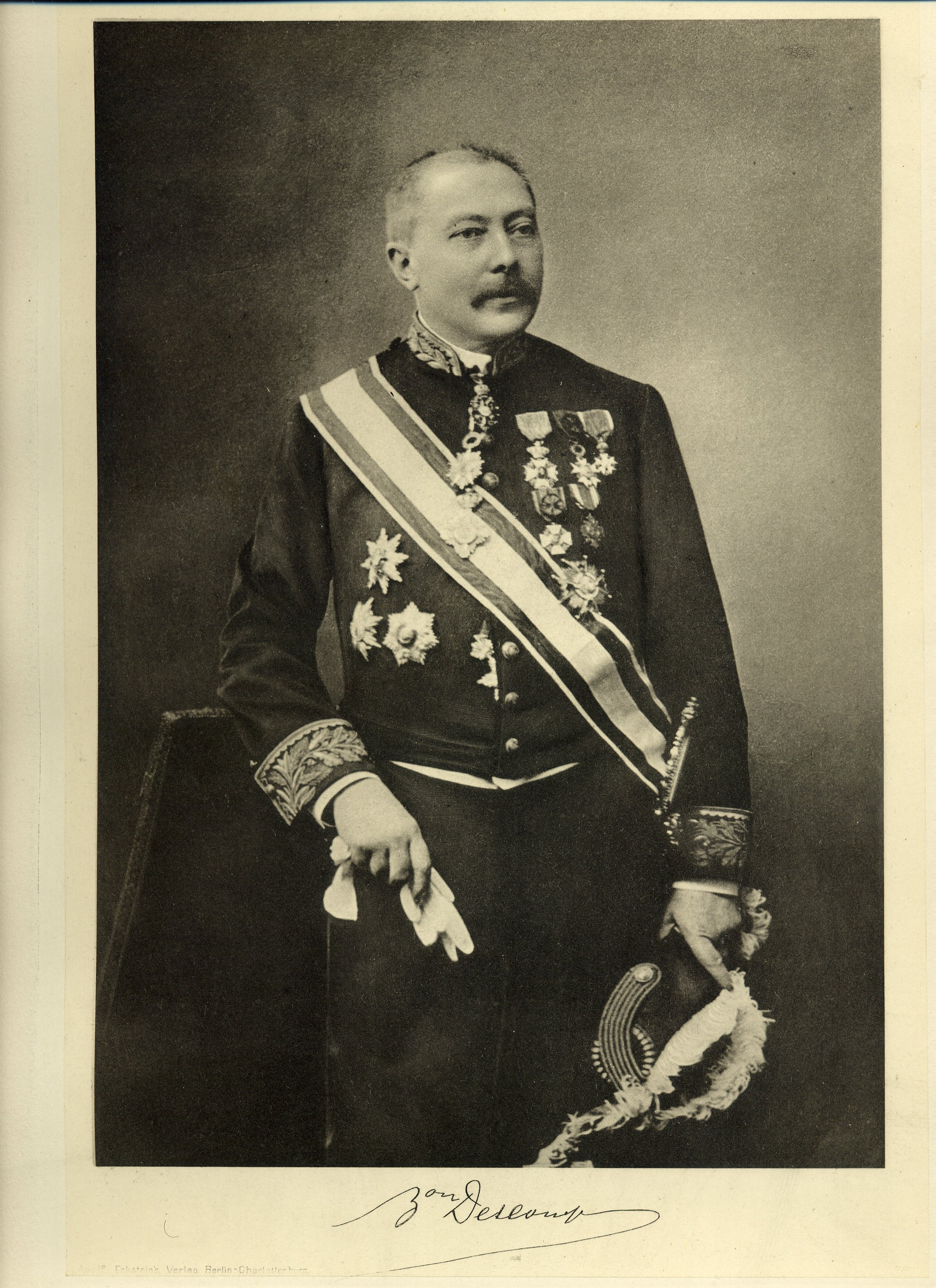
Baron Descamps (1900)

Baron Édouard Eugène François Descamps (Belœil, 27 augustus 1847 - Brussel, 17 januari 1933) was een Belgisch rechtsgeleerde en hoogleraar. Daarnaast was hij senator en minister voor de Katholieke Partij.

## Biografie

### Familie
Édouard Descamps was een zoon van brouwer Edouard-Joseph Descamps en Sylvie Van der Elst. Hij trouwde in 1882 in Ferrières met Maria David-Fischbach Malacord (1860-1921), dochter van Hubert David-Fischbach Malacord, burgemeester van Ferrières, en Leonie Van Gobbelschroy. Ze kregen een zoon die jong stierf en twee zoons die met dochters van baron Auguste de Becker Remy en een kleindochter van Ernest Solvay trouwden en voor nazaten zorgden.

### Advocaat en hoogleraar
Descamps studeerde aan de Katholieke Universiteit Leuven en promoveerde tot doctor in de rechten (1869) en doctor in de politieke en administratieve wetenschappen (1870). Hij begon zijn loopbaan als advocaat in Bergen (1870) en werd vervolgens advocaat aan de balie van Bergen, wat hij bleef tot aan zijn dood.
In 1871 werd hij tot buitengewoon hoogleraar benoemd aan zijn alma mater en vijf jaar later tot gewoon hoogleraar internationaal recht. Hij bleef doceren tot in 1932.

### Politieke loopbaan
Descamps trad toe tot de Katholieke Partij. Van 1884 tot 1892 was hij provincieraadslid van Brabant. In 1892 werd hij verkozen tot katholiek senator voor het arrondissement Leuven en bleef dit mandaat behouden tot minder dan drie maanden voor zijn dood, hetzij in totaal veertig jaar. Van 1922 tot 1932 was hij ondervoorzitter van de Senaat. Daarnaast was hij ook nog, van 1895 tot 1907, gemeenteraadslid van Leuven.
Van 1907 tot 1910 bereikte hij het hoogtepunt in zijn politieke carrière door zijn opname in de regering-De Trooz en -Schollaert, als minister aan het hoofd van het nieuw opgerichte departement van Wetenschappen en Kunsten.

### Internationaal recht
Daarnaast was Descamps secretaris-generaal en president van de Interparlementaire Unie en lid van het Permanent Hof van Arbitrage in Den Haag en droeg in belangrijke mate bij tot de totstandkoming van de statuten van het Permanent Hof van Internationale Justitie dat in 1922 werd gesticht en in 1945 werd opgevolgd door het Internationaal Gerechtshof.
Vanaf 1892 was hij lid van het Institut de Droit International en zat in 1902 de twintigste zitting voor, die in Brussel plaatsvond. Van 1900 tot 1906 was hij secretaris-generaal van dit instituut.
Tussen 1901 en 1915 werd hij herhaaldelijk voorgedragen voor de Nobelprijs voor de Vrede. Hij verkreeg deze onderscheiding niet. Het moet gezegd dat de Belgische kandidaten talrijk waren en er in die jaren drie de Nobelprijs ontvingen: het Instituut voor Internationaal Recht in 1904, Auguste Beernaert in 1909 en Henri La Fontaine in 1913.

### Antislavernij
Descamps werd secretaris van de Société antiesclavagiste de Belgique en was ook de redacteur van het tijdschrift van deze vereniging. Hij speelde een belangrijke rol binnen de vereniging en zette zich sterk in voor de kolonie en tegen de slavenhandel.
Van 1903 tot 1907 was hij minister van Staat van Congo-Vrijstaat.

## Eerbetoon
In 1892 werd Descamps opgenomen in de Belgische adel met de erfelijke titel van ridder, in 1904 vervangen door een baronstitel, erfelijk bij eerstgeboorte.
De universiteiten van Parijs, Oxford, Rijsel en Edinburgh benoemden hem tot doctor honoris causa. Bovendien was hij lid en werd voorzitter van de Académie royale des sciences, des lettres et des beaux-arts de Belgique en geassocieerd lid van het Institut de France.
Hij droeg talrijke eretekens, onder meer die van Grootofficier in het Legion d'honneur.

## Publicaties
- L'action du christianisme dans la science et dans les lois, Leuven, 1880.
- Les harmonies du droit naturel et du droit chrétien, Leuven, 1880.
- La coordination des lois nationales, Leuven, 1885.
- Un peu de lumière sur les immunités parlementaires, Brussel, 1886.
- De l'arrestation et de la poursuite des députés en cas de flagrant délit, Brussel, 1886.
- Des conflits entre les grands pouvoirs constitutionnels, Brusel, 1887.
- Code constitutionnel belge, contenat la Constitution comparée aux sources modernes antérieures eyt aux anciennes constitutions nationales (...), Brussel, 1887.
- Les grandes initiatives dans la lutte contre l'esclavage, Brussel, 1888.
- La part de la Belgique dans le mouvement africain, Brussel, 1889.
- Discours sur l'avenir de la civilisation en Afrique, Congres van Mechelen, Leuven, 1891.
- La mosaïque constitutionnelle. Essai sur les sources du texte de la Constitution belge, Leuven, 1891.
- Afrika, drame en 5 actes et en vers, Leuven, 1893.
- Les offices internationaux et leur avenir, Brussel, 1894.
- Essai sur l'organisation de l'arbitrage international. Mémoire aux Puissances, Brussel, 1896.
- Le droit de la paix et de la guerre, Parijs, 1898.
- L'évolution de la neutralité en droit international', Brussel, 1898.
- La neutralité de la Belgique au point de vue historique, diplomatique, juridique et politique, Brusel, 1902.
- L'Afrique nouvelle. Essai sur l'état civilisateur dans les pays neufs et sur la fondation, l'organisation et le gouvernement de l'Etat indépendant du Congo, Parijs/Brusel, 1903.
- L'avenir de l'Albanie, Brussel, 1913.
- Le génie des langues et le problème de la parenté linguistique, Leuven, 1924.
- Le problème scientifique de la vie selon la méthode intégrale et à la lumière de la science du réalisme rationnel, Brussel,  1925.
- Léopold II au Sénat de Belgique, Brussel, 1927.
- Le génie des religions. Les origines, avec un essai liminaire sur la vérité, la certitude, de la science et de la civilisation, Parijs, 1930.
- Les trois âges de la science, Luik, 1930.
- Le droit international nouveau. L'influence de la condamnation de la guerre sur l'évolution juridique internationale, Parijs, 1931.
- Histoire Générale comparée des missions, Parijs en Brussel, 1932.